# Emil Doerstling
Emil Doerstling (* 29. August 1859 in Dramburg, Pommern; † 1940 in Königsberg) war ein deutscher Maler.

## Leben

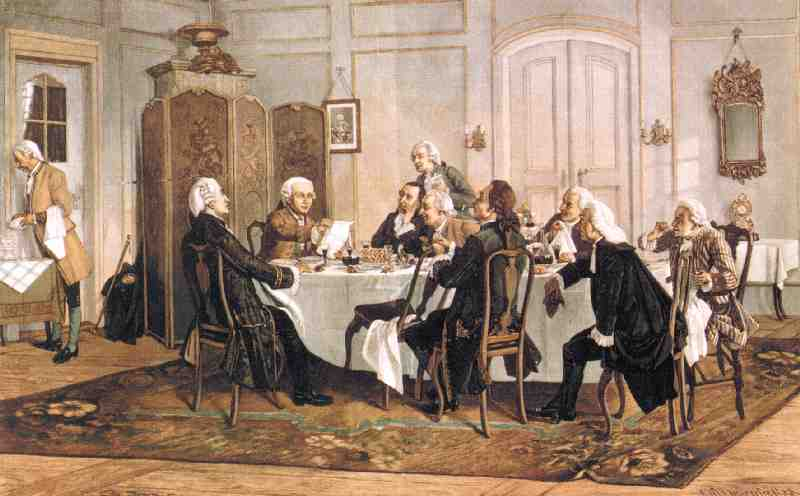
Kolorierter Holzstich nach dem Gemälde Kant und seine Tischgenossen (1892). Johann Conrad Jacobi links am Tisch; rechts daneben Immanuel Kant, aus einem Brief vorlesend

Ab 1881 studierte er bei Carl Steffeck und Emil Neide an der Kunstakademie Königsberg. Danach ging er in den Schuldienst und unterrichtete von 1895 bis 1901 als Zeichenlehrer am Altstädtischen Gymnasium in Königsberg. Für die Aula malte er 1897/98 „Olympische Spiele“, „Ringkämpfer“ und „Diskuswerfer“. Danach kam er an das Löbenichtsche Realgymnasium, für das er Deckengemälde mit Szenen aus der Griechischen Mythologie malte. Studienreisen führten ihn in die Schweiz und nach Italien. Oft war er in der ostpreußischen Künstlerkolonie Nidden. Vor allem in Öl malte er Figürliches und Genreszenen („Nach Dienstschluß“, 1890), ostpreußische Landschaften und Altarbilder (Kirche in der Pangritz-Kolonie im Landkreis Elbing, 1893/94), Stillleben und Offizierporträts („Generalleutnant von Brese“, „General von Aster“, 1894).
Sein Hauptwerk war „Kant und seine Tischgenossen“ (1892) im Treppenhaus des Albertinums, das Walter Simon (Bankier) der Stadt schenkte. Es wurde im Krieg zerstört. Das Bild gleichen Titels, das heute im Kaliningrader Kant-Museum im Königsberger Dom hängt, ist dem Doerstling-Gemälde nachempfunden. Emil Doerstling hat mindestens ein weiteres Bild „Kant und seine Tischgenossen“ gemalt, das möglicherweise eine Vorstudie zu seinem Hauptwerk war. Es ist Öl auf Leinwand, undatiert, 91 × 64 cm, und befindet sich in Privatbesitz.

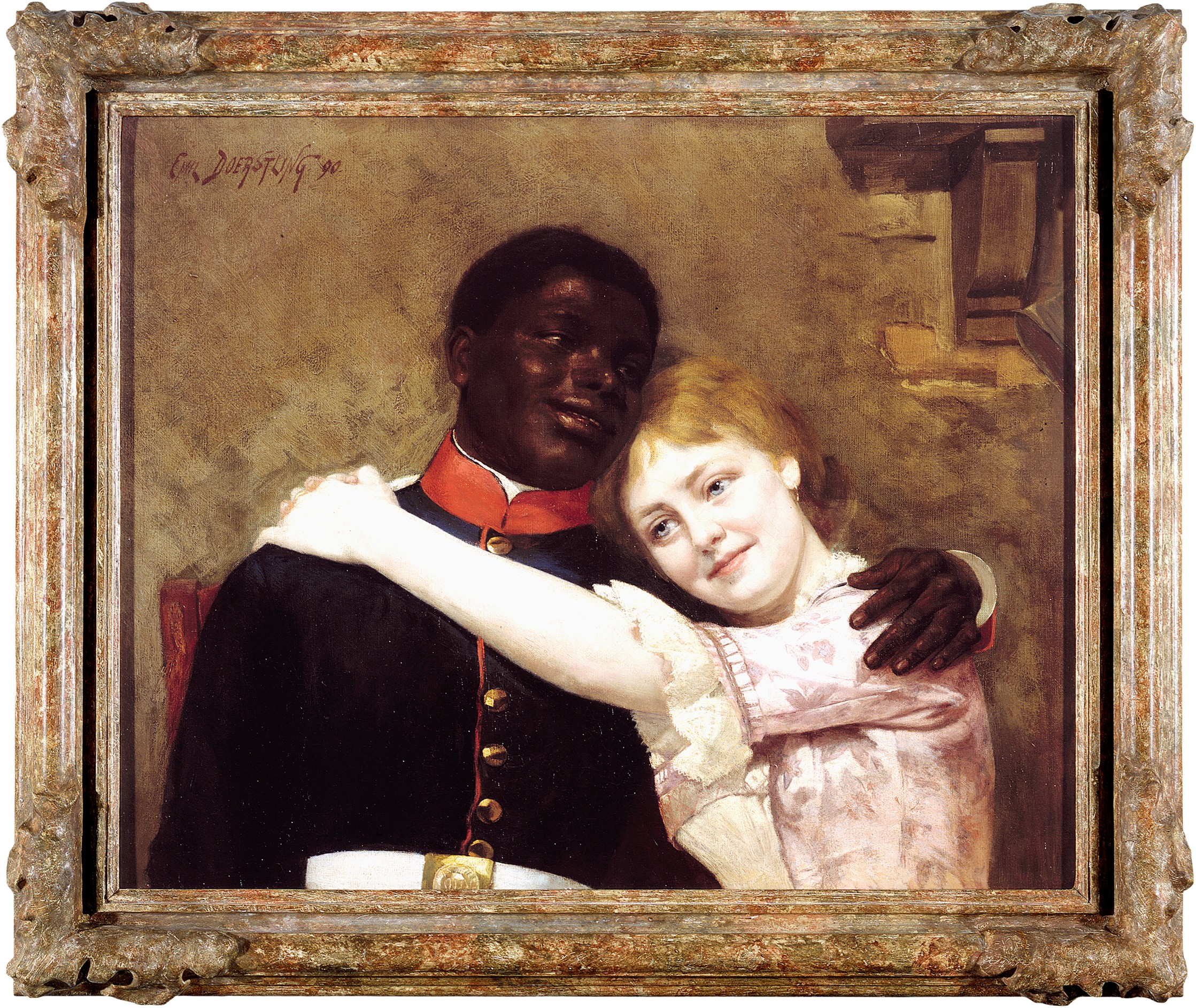
Preußisches Liebesglück (1890), Deutsches Historisches Museum. Das Gemälde zeigt angeblich Gustav Sabac el Cher mit seiner späteren Frau, Gertrude Perling (1883–1935). Diese war bei Entstehung des Gemäldes jedoch erst sieben Jahre alt. An der Uniform fehlen außerdem die für preußische Militärmusiker typischen Schwalbennester

Zu spätem Ruhm kam 2007 sein Bild „Preußisches Liebesglück“, das 1992 vom Deutschen Historischen Museum gekauft wurde. Die Aufdeckung seiner Geschichte brachte das ungewöhnliche Leben des afrodeutschen Militärmusikers Gustav Sabac el Cher zutage.
Doerstling illustrierte Eugen Grambergs zweibändige „Pilze der Heimat“ (Leipzig 1913).